# Siegfried Scherer
Siegfried Scherer (Oberndorf am Neckar, 7 aprile 1955) è un biologo tedesco, dal 1991 professore di Microbiologia presso l'Università Tecnica di Monaco di Baviera, Weihenstephan, dove è direttore del Research Center for Nutrition and Food Sciences (ZIEL).

## Biografia
Scherer ha studiato biologia, chimica e fisica presso l'Università di Costanza. Nel 1977 si è laureato in chimica e fisica, e nel 1980 si è laureato in biologia. Nel 1983 ha conseguito il dottorato di ricerca in fisiologia vegetale presso l'Università di Costanza. Dal 1983 al 1988 ha studiato fisiologia vegetale e biochimica presso l'Università di Costanza. Nel 1984, ha ricevuto un premio della Byk company per la ricerca. Nel 1986 ha svolto studi sul campo in Cina e Mongolia presso l'Accademia Cinese delle Scienze. Dal 1988 al 1989 ha svolto ricerche presso il VirginiaTech a Blacksburg, USA. Nel 1991, è diventato professore associato presso l'Università tecnica di Monaco. Ha accettato una cattedra presso l'Università di medicina veterinaria a Vienna nel 2002. Nel 2003 ha ottenuto la cattedra di Ecologia Microbica presso l'Università tecnica di Monaco. Scherer è sposato con l'antropologa Sigrid Hartwig-Scherer.

## Critiche dell'evoluzione
Scherer è un critico della teoria dell'evoluzione. Fino al 2006, ha presieduto la Studiengemeinschaft Wort und Wissen, associazione evangelica di creazionisti e critici della teoria evoluzionistica tedeschi. Insieme a Reinhard Junker ha scritto il libro Evolution – Ein kritisches Lehrbuch (Evoluzione. Un trattato critico), che presenta la teoria dell'evoluzione dal punto di vista creazionista. Fino al 2003 Scherer è stato Fellow del Center for Science and Culture del Discovery Institute, che promuove il Disegno intelligente. Scherer non è un creazionista come spesso si sostiene.  Egli crede che la religione e la scienza sono due modi diversi di avvicinarsi realtà.

## Opere
- Reinhard Junker, Sigfried Scherer, Evoluzione. Un trattato critico. Certezza dei fatti e diversità delle interpretazioni, Gribaudi, 2007, EAN: 9788871528496